# Milt Campbell
Milton Gray „Milt“ Campbell (* 9. Dezember 1933 in Plainfield, New Jersey; † 2. November 2012 in Gainesville, Georgia) war ein US-amerikanischer Leichtathlet, American- und Canadian-Football-Spieler.

## Biografie
Cambell begann seine Sportkarriere an der Plainfield High School, wo er Leichtathletik- und Schwimmwettkämpfe betrieb. Später schrieb er sich an der Indiana University Bloomington ein. Als Mitglied der Universitätsmannschaft qualifizierte er sich für die Olympischen Spiele 1952 in Helsinki. Obwohl er erst 18 Jahre alt war, gewann er hinter seinem Landsmann Bob Mathias die Silbermedaille im Zehnkampf, wenn auch mit über 900 Punkten Rückstand.
Bei den Olympischen Spielen 1956 in Melbourne gewann er die Goldmedaille vor Rafer Johnson und dem Russen Wassili Kusnezow. Damit war er der erste Zehnkampf-Olympiasieger schwarzer Hautfarbe. Mit 7937 Punkten verpasste er Johnsons Weltrekord lediglich um 48 Punkte.
Campbell war ein vielseitiger Athlet und spielte 1957 in der National Football League bei den Cleveland Browns. Mit der Mannschaft aus Cleveland zog er 1957 in das NFL-Meisterschaftsspiel ein, wo man sich allerdings den Detroit Lions mit 59:14 geschlagen geben musste.

## Einzelergebnisse
(100 m – Weit – Kugel – Hoch – 400 m / 110 m Hürden – Diskus – Stab – Speer – 1500 m)
- Olympische Spiele 1952, 6975 Punkte: 10,7 s – 6,74 m – 13,89 m – 1,85 m – 50,9 s / 14,5 s – 40,50 m – 3,30 m – 54,54 m – 5:07,2 min
- Olympische Spiele 1956, 7937 Punkte: 10,8 s – 7,33 m – 14,76 m – 1,89 m – 48,8 s / 14,0 s – 44,98 m – 3,40 m – 57,08 m – 4:50,6 min